# Піраміда G1-d
G1d (також G1d, G1 d, GId)  — одна з чотирьох пірамід-супутниць піраміди Хеопса. Розташована на території східних гробниць зі східної сторони піраміди Хеопса в Некрополі Гізи. Піраміда в зруйнованому стані, її руїни знаходяться між пірамідою Хеопса і пірамідою G1-c. Побудована за часів IV династії. Відкрита в 1993 році. 
На місці руїн піраміди знаходилася структура у формі літери U. Під час розкопок поблизу піраміди був виявлений пірамідіон, зроблений з вапняку, це був пірамідіон з вершини Рожевої піраміди в Дахшурі. Пірамідіон був залишений на колишньому місці. Розмір основи піраміди 21,75 м. На одному з південних блоків піраміди було знайдено напис, виконаний червоною фарбою: imy rsy S3, що означає «на південній стороні». На думку єгиптологів це був інструктаж, який вказує, для якої зі сторін піраміди призначався блок. Кому призначалася піраміда, зараз невідомо. За версією деяких єгиптологів, піраміду могли побудувати для Ка (дух людини) Хеопса, інші вважають, що вона могла бути використана під час святкувань Хеб-Сед. 

## Галерея

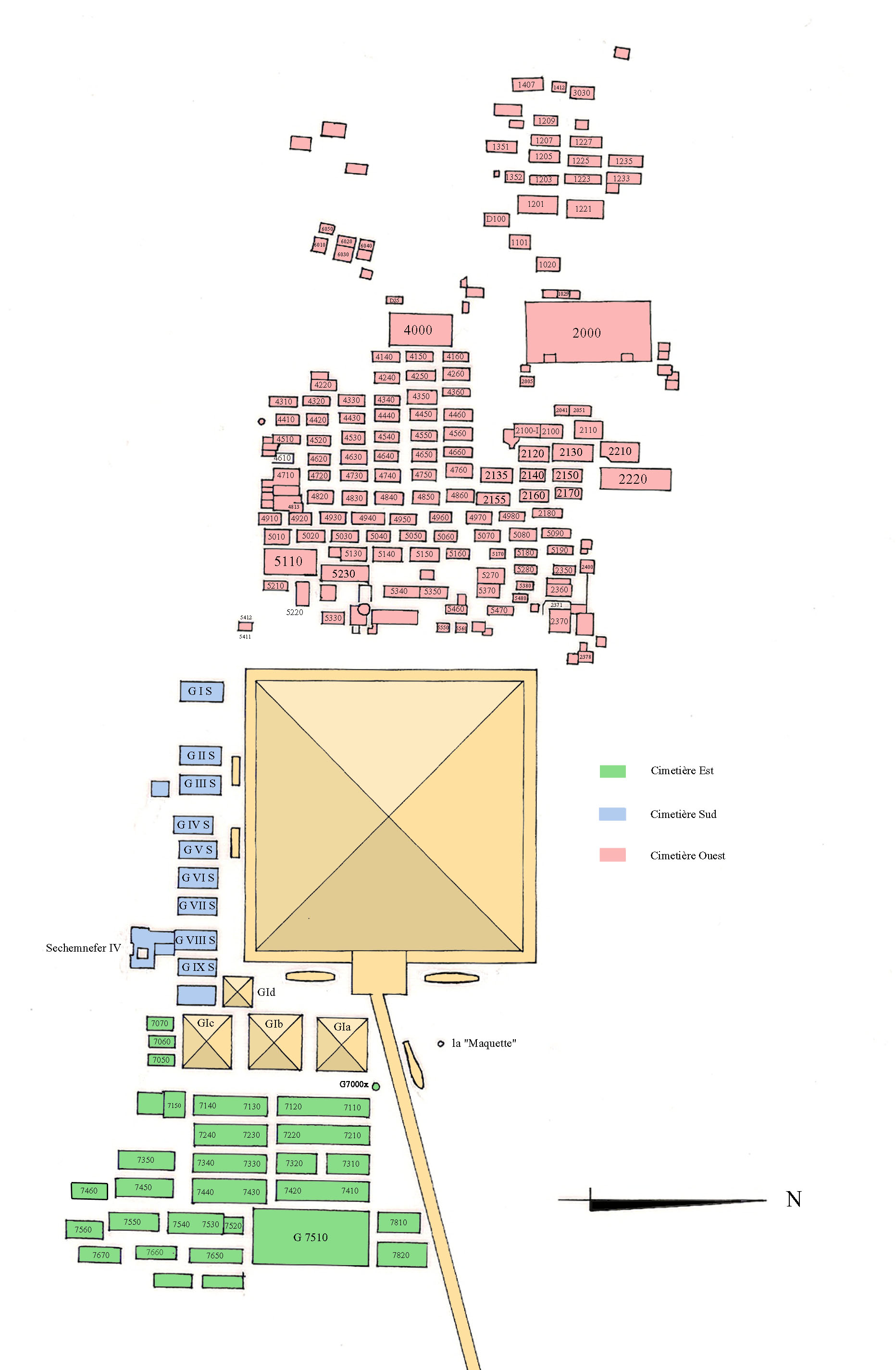
Загальний план, на якому вказано розташування піраміди
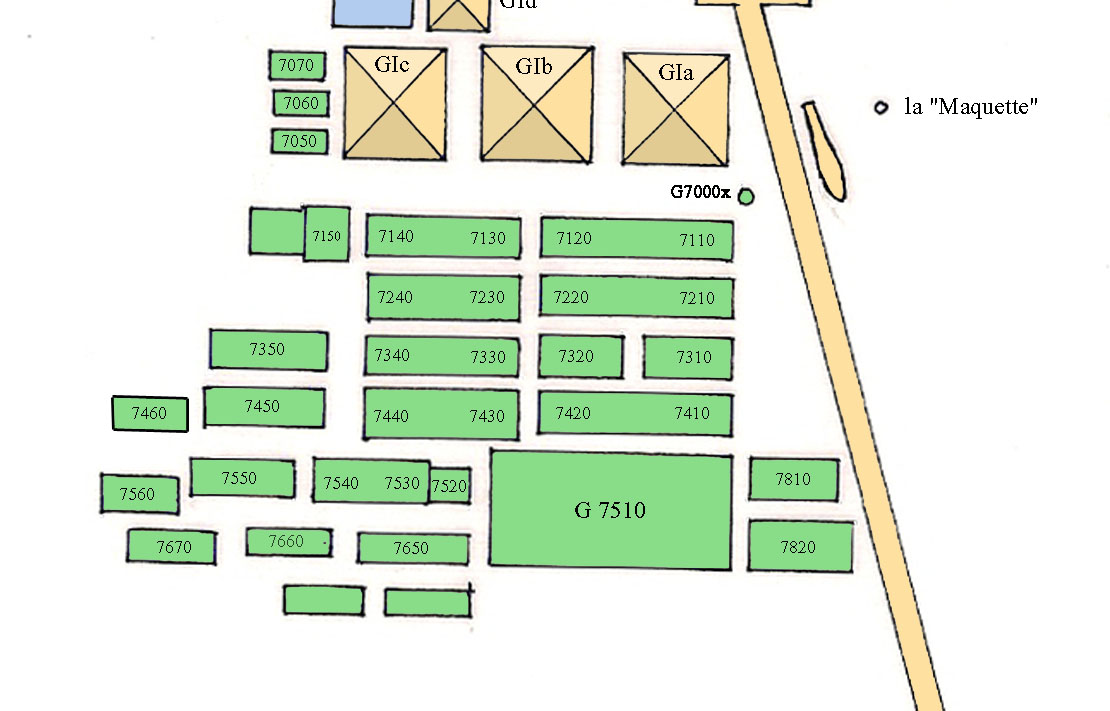
План східних гробниць
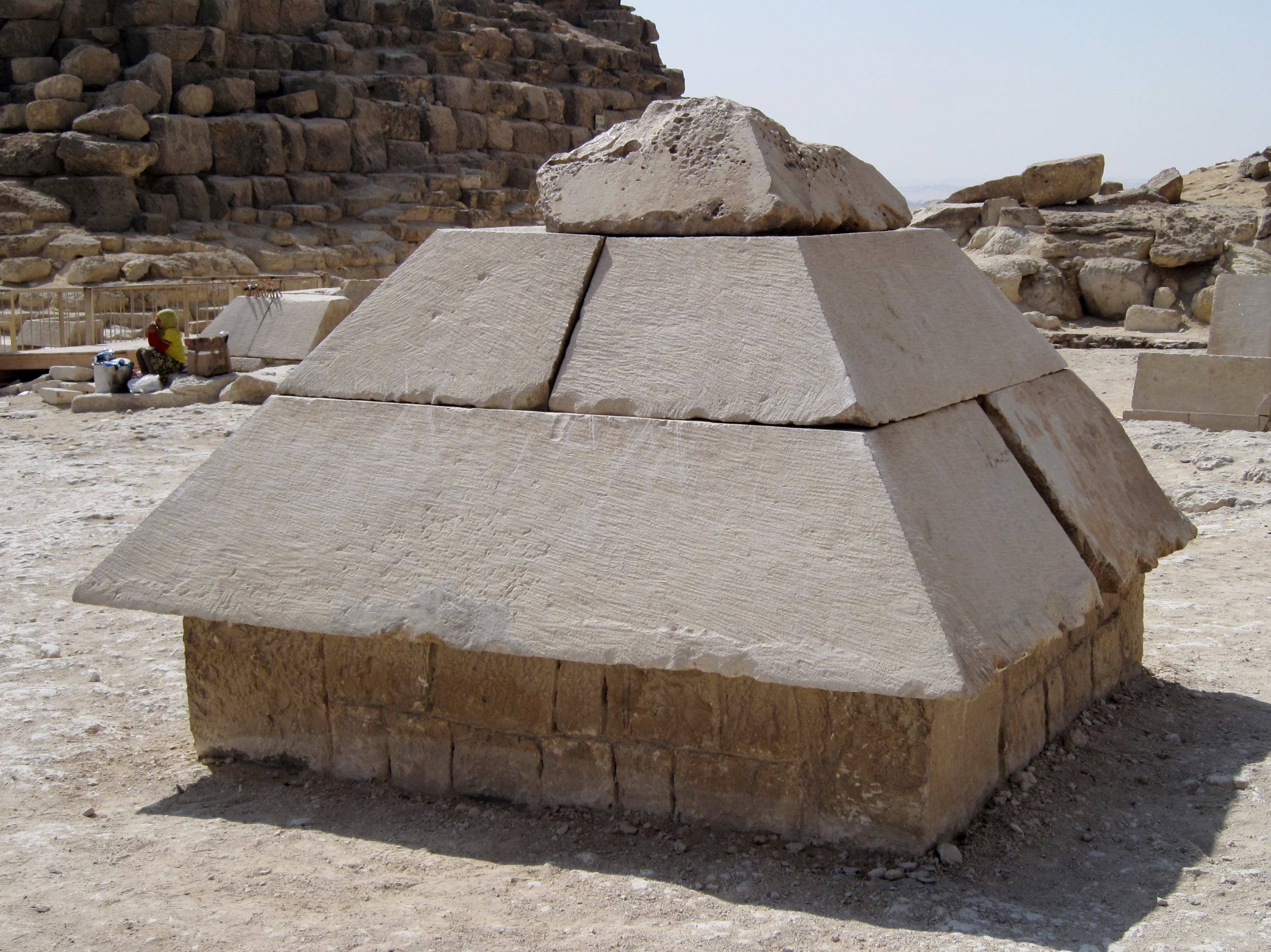
Пірамідіон Рожевої піраміди